# Portmahomack
Portmahomack är en by i Highland i Skottland. Byn är belägen 3 km 
från Tarbat Ness. Orten har 696 invånare (2011).